# Zerlingsee
Der Zerlingsee ist ein See in der Gemeinde Priepert im Landkreis Mecklenburgische Seenplatte.
Das 2,4 Hektar kleine, mit Seerosen bewachsene Gewässer liegt nordöstlich des Ziernsees, zu dem eine Wasserverbindung besteht. Die maximale Ausdehnung beträgt etwa 400 mal 100 Meter. Der Prieperter Ortsteil Radensee liegt etwa 1,1 Kilometer westlich. Am Südwestufer liegt ein Campingplatz.
Die Ufer sind durch Verlandung geprägt und dementsprechend sumpfig. Für Boote ist das Gewässer so gut wie nicht zugänglich, mit Kanu ist es nur bedingt zu erreichen.
Der See wurde im Jahr 1561 („auf dem Scherlinge“) erstmals schriftlich erwähnt. Der Name leitet sich von den slawischen Wörtern *cera´n „Senkgarn zum Aalfang“ oder *č(e)rn- „schwarz“ ab.